# ダニエル・エルズバーグ
ダニエル・エルズバーグ（英語: Daniel Ellsberg、1931年4月7日 - 2023年6月16日）は、アメリカ合衆国の政治活動家、経済学者、核戦略研究者、平和運動家。ランド研究所に在籍していた1971年、ベトナム戦争に関するアメリカ政府の意思決定に関する国防総省の極秘研究「ペンタゴン・ペーパーズ」を「ニューヨークタイムズ」、「ワシントンポスト」などに持ち込んで暴露し、国政論争を引き起こした。

## 経歴

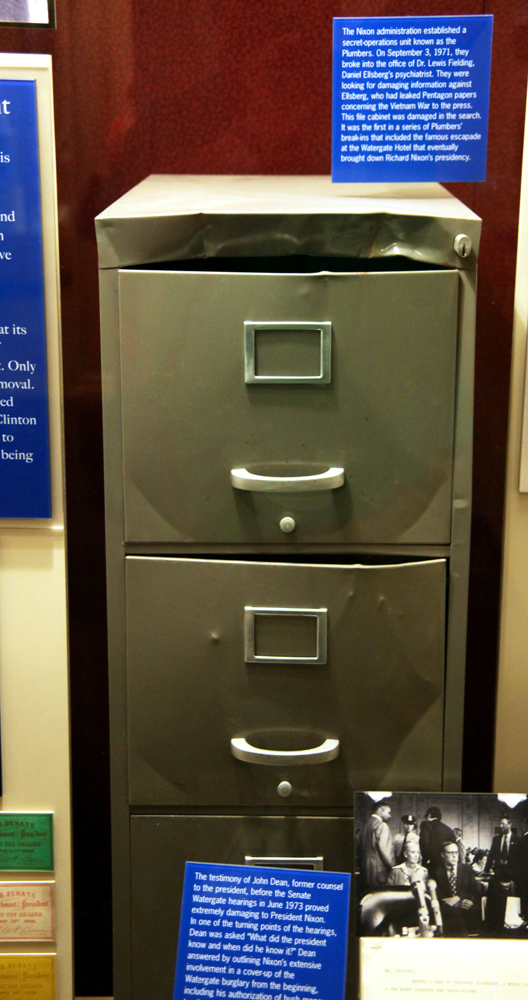
国立アメリカ歴史博物館に展示されている、侵入の跡があるフィールディングの書類棚

ミシガン州デトロイト出身。1952年、ハーバード大学経済学部卒業。ケンブリッジ大学に留学。1954年、アメリカ海兵隊に志願し入隊。1957年、中尉で退役。のちハーバード大学、ランド研究所、アメリカ合衆国国務省に勤務。

1961年の論文で、経済活動の意思決定理論をめぐりエルズバーグの逆説（エルズバーグのパラドックス）とよばれる現象を指摘した。
1964年、アメリカ国防総省に入り国防次官補ジョン・マクノートンの特別補佐官に就任。1965年、ゲリラ対策顧問としてベトナム戦争に参加。1967年、ポーター次席大使の下でベトナム戦争の平定計画担当補佐官。こうした中、米国のベトナム政策に批判的となり、タカ派からハト派に転向、1967年7月国防総省からランド研究所に移った。

1971年、自らも執筆に加わったベトナム政策決定過程に関する国防総省秘密文書「ペンタゴン・ペーパーズ」を「ニューヨーク・タイムズ」や「ワシントン・ポスト」などに持ち込んで暴露し、世論に反戦を訴えた。合衆国法典793条e項違反（スパイ防止法に基づく国防機密漏洩罪）に問われ起訴されたが、ロサンゼルス連邦地方裁判所で公訴棄却の判決を受けた。
以来、軍縮の研究を続けつつ、平和運動に参加、米国で核廃絶をめざす超党派の運動体「マンハッタン・プロジェクト2」を主宰する。
2021年5月、エルズバーグがペンタゴン・ペーパーズと一緒に入手した機密文書を基に、ニューヨーク・タイムズ紙は1958年の第2次台湾海峡危機では中国本土への核による先制攻撃を検討、最終的には中国を支援するソ連側からの核報復攻撃により、結果的に台湾・沖縄が核破壊されることになってもやむをえないと政権関係者らは論議していたことを報じた。ひとまず通常兵器による反撃が行われることになったが、政権内では中国が砲撃を中止しなければ早晩、核攻撃に踏み切らざるを得ないとの見方が支配的だったという。エルズバーグはこの情報を既に明らかにしていて、2017年にはオンライン公開もしていたが注目を受けず、台湾を巡る米中対立が深まったため、マスコミを通して世論に広く周知させることにしたという。
2023年6月16日、膵臓癌のためカリフォルニア州の自宅で死去した。

## 日本との関係
- 1978年8月8日、共同通信に「1950年代末から10年間、米軍岩国基地に核兵器が貯蔵されていたのは確実」と述べた[8]。1981年5月23日、ワシントンD.C.で記者会見し「1959年から1961年にかけて、1.1メガトン級の水素爆弾や戦術核兵器を積載した揚陸艦が米軍岩国基地に停泊していた。基地地下の格納庫にも核兵器が貯蔵されていた」等と証言した[9]。
- 1978年10月[10]・1982年・1994年に来日した[1]。

## 著作
- 梶谷善久 訳『ベトナム戦争報告』筑摩書房、1973年、293頁。
- 梓澤登, 若林希和 訳『国家機密と良心 : 私はなぜペンタゴン情報を暴露したか (岩波ブックレットNo.996)』岩波書店、2019年、118頁。
- 宮前ゆかり, 荒井雅子 訳『世界滅亡マシン : 核戦争計画者の告白』岩波書店、2019年、480頁。